# Deepest Purple
Deepest Purple: The Very Best of Deep Purple – składanka przebojów lat 70' zespołu Deep Purple, która została nagrana charakterystyczną linią tego zespołu (Mark II) oprócz dwóch utworów ("Burn" i "Stormbringer") nagranych linią Mark III. Płyta została wydana przez wytwórnię Harvest.
Jest to składanka wybranych utworów z następujących płyt:
- Deep Purple in Rock
- Fireball
- Who Do We Think We Are
- Machine Head
- Burn
- Stormbringer

## Lista utworów
Wszystkie, z wyjątkiem opisanych skomponowali Blackmore-Gillian-Glover-Lord-Paice.
| 1.  | "Black Night" (singel)                              | 3:13    |
|     |                                                     |         |
| 2.  | "Speed King" (In Rock)                              | 5:03    |
|     |                                                     |         |
| 3.  | "Fireball" (Fireball)                               | 3:23    |
|     |                                                     |         |
| 4.  | "Strange Kind Of Woman" (singel)                    | 3:51    |
|     |                                                     |         |
| 5.  | "Child In Time" (Deep Purple in Rock)               | 10:17   |
|     |                                                     |         |
| 6.  | "Woman From Tokyo" (Who Do We Think We Are)         | 5:49    |
|     |                                                     |         |
| 7.  | "Highway Star" (Machine Head)                       | 6:05    |
|     |                                                     |         |
| 8.  | "Space Truckin'" (Machine Head)                     | 4:31    |
|     |                                                     |         |
| 9.  | "Burn" (Burn) (Blackmore-Lord-Paice-Coverdale)      | 6:00    |
|     |                                                     |         |
| 10. | "Stormbringer" (Stormbringer) (Coverdale-Blackmore) | 4:04    |
|     |                                                     |         |
| 11. | "Demon's Eye" (Fireball)                            | 5:20    |
|     |                                                     |         |
| 12. | "Smoke On The Water" (Machine Head)                 | 5:39    |
|     |                                                     |         |
|     |                                                     | 1:03:15 |
|     |                                                     |         |
- Nagrania pochodzą z lat 1969 – 1974.

## Twórcy

### Deep Purple
- Ritchie Blackmore – gitara
- Ian Gillan – śpiew
- Roger Glover – gitara basowa, śpiew
- Jon Lord – organy, instrumenty klawiszowe, śpiew
- Ian Paice – perkusja

w utworach 9 i 10:
- Ritchie Blackmore – gitara
- David Coverdale – śpiew
- Glenn Hughes – gitara basowa, śpiew
- Jon Lord – organy, instrumenty klawiszowe, śpiew
- Ian Paice – perkusja

### Obsługa techniczna
- Nick Webb – obróbka cyfrowa i remiks w Abbey Road Studios
- Skompilowana przez EMI z udziałem Iana Paice’a